# Françoise Rosay
Françoise Rosay, född 19 april 1891 i Paris, Frankrike, död 28 mars 1974 i Montgeron, Frankrike, var en fransk skådespelare, verksam såväl inom fransk film som i Hollywood. Hon filmdebuterade 1911 och medverkade fram till 1973 i över 100 filmer.

## Filmografi, urval
- 1931 – Den underbara lögnen
- 1934 – Spelet om kärleken och ödet
- 1935 – Hertigen önskar nattkvarter
- 1935 – Virvlar
- 1937 – Det perfekta brottet
- 1937 – Drömmarnas vals
- 1938 – På skuggsidan
- 1944 – Mellan två världar
- 1946 – Hotellvärdinnan
- 1948 – Kvartett
- 1950 – Kvinnor utan namn
- 1951 – Livets lögn
- 1951 – 13:de brevet
- 1951 – Röda värdshuset
- 1956 – Längs trottoaren
- 1957 – Sista ackordet
- 1958 – Jag och översten
- 1959 – Stormen och vreden
- 1961 – Falskmyntarna
- 1965 – Hämnd på tjallare
- 1967 – 25:e timman